# My Friend Dahmer

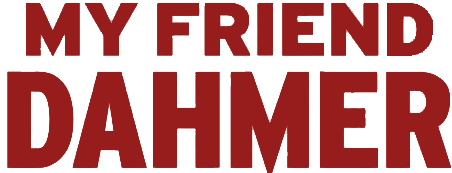

My Friend Dahmer (em português, Meu Amigo Dahmer) é um romance gráfico autobiográfico do quadrinista Derf Backderf sobre sua amizade na adolescência com Jeffrey Dahmer, que quando adulto se tornaria um dos serial killers mais conhecidos da história. 
A ideia do livro surgiu em 1994, pouco depois de Dahmer ter sido assassinado na prisão. A primeira versão da história foi publicada de forma independente em 2002 com apenas 24 páginas. Em 2012, foi lançada a versão definitiva do livro, já com 224 páginas. O livro foi adaptado para o cinema em 2017 em um filme de mesmo nome dirigido por Marc Meyers e com o ator Ross Lynch como Jeffrey Dahmer. My Friend Dahmer foi escolhida pela revista Time como um dos cinco melhores livros de não ficção de 2012. 
Em 2014, a edição francesa de My Friend Dahmer ganhou o prêmio de revelação no o Festival de Angoulême. Em 2018, foi a vez da edição brasileira, publicada pela DarkSide Books, ganhar o Troféu HQ Mix na categoria "melhor publicação de aventura/terror/fantasia".